# Digama spilleri
Digama spilleri är en fjärilsart som beskrevs av George Thomas Bethune-Baker 1908. Digama spilleri ingår i släktet Digama och familjen björnspinnare. Inga underarter finns listade i Catalogue of Life.